# Министерство восстановления и развития сельского хозяйства Афганистана
Министерство восстановления и развития сельского хозяйства Афганистана — министерство афганского правительства. Главный офис находится в Кабуле, Афганистан, но и имеет офисы и сотрудников во всех 34 провинциях страны. Миссия министерства заключается в содействии сокращению бедности в сельской местности путём расширения возможностей общин и укрепления экономических и социальных возможностей.
Министерство осуществляет управление пятью национальными программами:
- Программа национальной солидарности: С помощью этой программы министерство при поддержке партнеров мобилизует сообщества, организует выборы в создающиеся советы по общественному развитию, наращивает потенциал избранных членов для управления проектами, а также предоставляет гранты для общин, чтобы они могли осуществлять проекты, которые они считают приоритетными.
- Программа Национального комплексного развития территорий. Программа работает на уровне района и организует создание районного собрания по развитию. Программа готовит членов собраний по ряду вопросов, относящихся к развитию сельских районов и реализует проекты, определённые в качестве приоритетных.
- Сельские санитарии водных ресурсов и ирригации. Программа обеспечивает доступ к питьевой воде и санитарии для сельских жителей. Она также обеспечивает медико-санитарное просвещение и работает на малых ирригационных инфраструктурах.
- Национальная программа сельского доступа. Программа строит и восстанавливает первичные и второстепенные дороги.
- Программа развития предпринимательства в сельских районах Афганистана. Программа поддерживает развитие сбергрупп, групп по спасению деревень, ассоциации займов и предпринимательских групп в сельской местности. Он также поддерживает развитие малых и средних предприятий, обеспечивая им доступ к финансовым продуктам и предоставляя им техническую поддержку.

Министерство предлагает обучение по вопросам сельского развития через свой Институт сельского развития Афганистана.